# Ґабрієлл Доманік
Ґабрієлл Доманік (англ. Gabrielle Domanic, 24 лютого 1985) — американська ватерполістка.
Чемпіонка світу з водних видів спорту 2003 року.